# Branko Skroče
Branko Skroče (* 17. Mai 1955 in Zadar, Jugoslawien) ist ein ehemaliger jugoslawischer Basketballspieler, der 1978 Weltmeister und 1980 Olympiasieger war.

## Erfolge
Der 1,95 m große Branko Skroče spielte von 1972 bis 1982 sowie 1983/1984 und 1986/1987 in der jugoslawischen Liga bei KK Zadar. In 268 Spielen erzielte er 5347 Punkte, was einem Durchschnittswert von 20,0 entspricht. Damit lag er in der ewigen Scorer-Liste auf dem siebten Platz. 1974 und 1975 wurde er mit KK Zadar jugoslawischer Meister.
1974 wurde Branko Skroče Junioreneuropameister. Bei der Basketball-Weltmeisterschaft 1978 in Manila gab es zunächst eine Finalrunde, in der die Jugoslawen ungeschlagen blieben. Die ersten beiden Teams der Finalrunde trafen im Finale aufeinander, Jugoslawien gewann gegen die Mannschaft der UdSSR mit 82:81 nach Verlängerung. Skroče wurde in sieben Spielen eingesetzt und erzielte insgesamt 60 Punkte.
Zwei Jahre später gab es bei den Olympischen Spielen 1980 ebenfalls eine Finalrunde. Im Finale trafen die beiden besten Mannschaften der Finalrunde aufeinander. Die Jugoslawen besiegten die Italiener mit 86:77 Punkten. Skroče wurde in drei Spielen eingesetzt und erzielte im Turnierverlauf 8 Punkte.
1981 siegte bei der Basketball-Europameisterschaft 1981 in der Tschechoslowakei die Mannschaft aus der Sowjetunion vor den Jugoslawen mit 84:67, Branko Skroče erzielte in sieben Spielen 46 Punkte.